# Recioto di Soave
 (novembre 2019).
Si vous disposez d'ouvrages ou d'articles de référence ou si vous connaissez des sites web de qualité traitant du thème abordé ici, merci de compléter l'article en donnant les références utiles à sa vérifiabilité et en les liant à la section « Notes et références ».
Le Recioto di Soave est un vin blanc doux de la région viticole de Soave, dans la province de Vérone, en Vénétie, dans le nord de l'Italie.
En raison de leur position, les baies de raisin du Recioto di Soave reçoivent beaucoup de lumière et de soleil et sont donc plus mûres et plus sucrées que les autres baies. Le vin bénéficie d'une appellation d'origine contrôlée et de la (Denominazione di origine controllata e garantita - DOCG) depuis 1998. Il est le premier des vins de Vénétie à avoir obtenu une Appellation d'origine protégée (AOP).

## Nom
Le Recioto di Soave doit son nom au terme « recia » (« oreille »). Recioto est un mot du dialecte du peuple de Vérone ; il dérive de la « recia », la partie supérieure de l'« amas Garganega », faisant référence aux baies les plus hautes et les plus externes du raisin, les plus riches en sucre et les mieux exposées au soleil.
Le nom Recioto, réservé exclusivement aux vins de Vérone, et Recioto di Gambellara, est protégé par la loi n. 46 du 01/03/1975.

## Histoire
Un vin blanc doux, très semblable au Recioto di Soave, existait sur le territoire de Vérone dès le Ve siècle. Son existence est attestée par l'épître dans laquelle Cassiodore, le ministre du roi Théodoric le Grand, mentionne un vin qu'il nomme« acinatico » blanc. Le ministre, s'adressant aux propriétaires véronais, recherche pour les invités de la table royale, en plus du « rouge » acinatico, le « blanc » (c'est-à-dire l'actuel Recioto di Soave) qui devait être obtenu à partir de raisins « choisis sur les pergolas domestiques », gardés dans les combles jusqu'à la fin de l'hiver, avec les grappes pendantes. Ce vin, selon lui, avait « une belle blancheur et une nette pureté à tel point qu'il semblait né de lys ».
À cette époque, le raisin avec lequel l'acinatico est préparé, est appelé génériquement « retica », et ce n'est qu'au XIXe siècle, que l'on trouve mentionné pour la première fois le raisin garganica dans les travaux du bolognais Pietro de' Crescenzi, raisin qui s'est alors répandu dans la région de Vérone où il prédomine aujourd'hui.
Des indications plus précises sur la préparation du Recioto sont rapportées, au XVIIIe siècle, par le marquis Scipione Maffei, qui écrit : « conservez les raisins jusqu'en décembre, puis pressez-les doucement au froid et stockez le moût, sans les mettre en ébullition, le garder longtemps avant d'y mettre la main, c'est ce que nous faisons maintenant avec les mêmes applaudissements en l'honorant du nom de "Saint" ».
Un document « historique » sur la technologie utilisée à la préparation du Recioto di Soave est laissé par Giuseppe Beretta dans un livre de 1841 dans lequel il écrit : « Par liqueur vivante, j'entends ce vin qui est fait à partir de raisins naturellement séchés qui sont pressé sous le pressoir dès l'hiver. »
En 1906, il est identifié pour la première fois à la Foire de Milan. Par la suite, sa production s'est progressivement répandue.
Pour ces raisons historiques, le Recioto di Soave est le premier vin de Vénétie à avoir obtenu une appellation d'origine protégée.

## Zone de culture

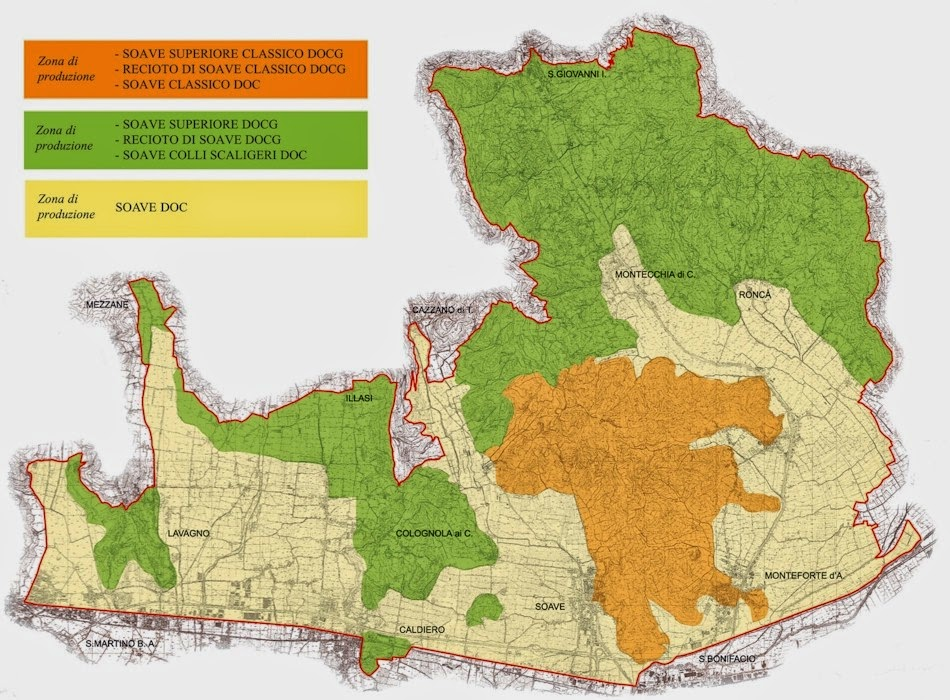
Zone de production.

Selon la dénomination DOCG, le vin ne peut être produit (en tout ou en partie) que dans les communes de Soave, Monteforte d'Alpone, San Martino Buon Albergo, Mezzane di Sotto, Roncà, Montecchia di Crosara, San Giovanni Ilarione, Cazzano di Tramigna, Colognola ai Colli, Caldiero, Illasi et Lavagno.

## Situation géographique
L'aire de production du Recioto di Soave peut se targuer de la densité de culture la plus élevée parmi les aires de production italiennes. Une identité spécifique - liée à l'origine des sols, essentiellement volcaniques et fertilisés en raison d'affleurements de basalte et de calcaire - a été identifiée par les chercheurs dès le début du XXe siècle. Ces propriétés distinguent le terroir de Soave des terroirs des régions voisines de Bardolino et de Valpolicella.

### Géologie
Les sols sont constitués, dans la plupart des cas, de substrats de roches basaltiques décomposées. Ces dernières sont à l'origine de sols argileux siliceux peu alcalins, riches en matières minérales et bien drainés. Les sols présentent, en outre, une bonne capacité à stocker les ressources hydriques au cours de l'année.
Les terrains de tuf basaltique d'origine volcanique caractérisant les reliefs de collines de l'aire de production, constituent un sol idéal pour la culture du cépage Garganega.

### Climatologie
L'aire de Soave bénéficie d'un climat doux et tempéré. Les précipitations annuelles, allant de 700 à 1 000 mm, se concentrent généralement au printemps et en automne.

## Culture de la vigne

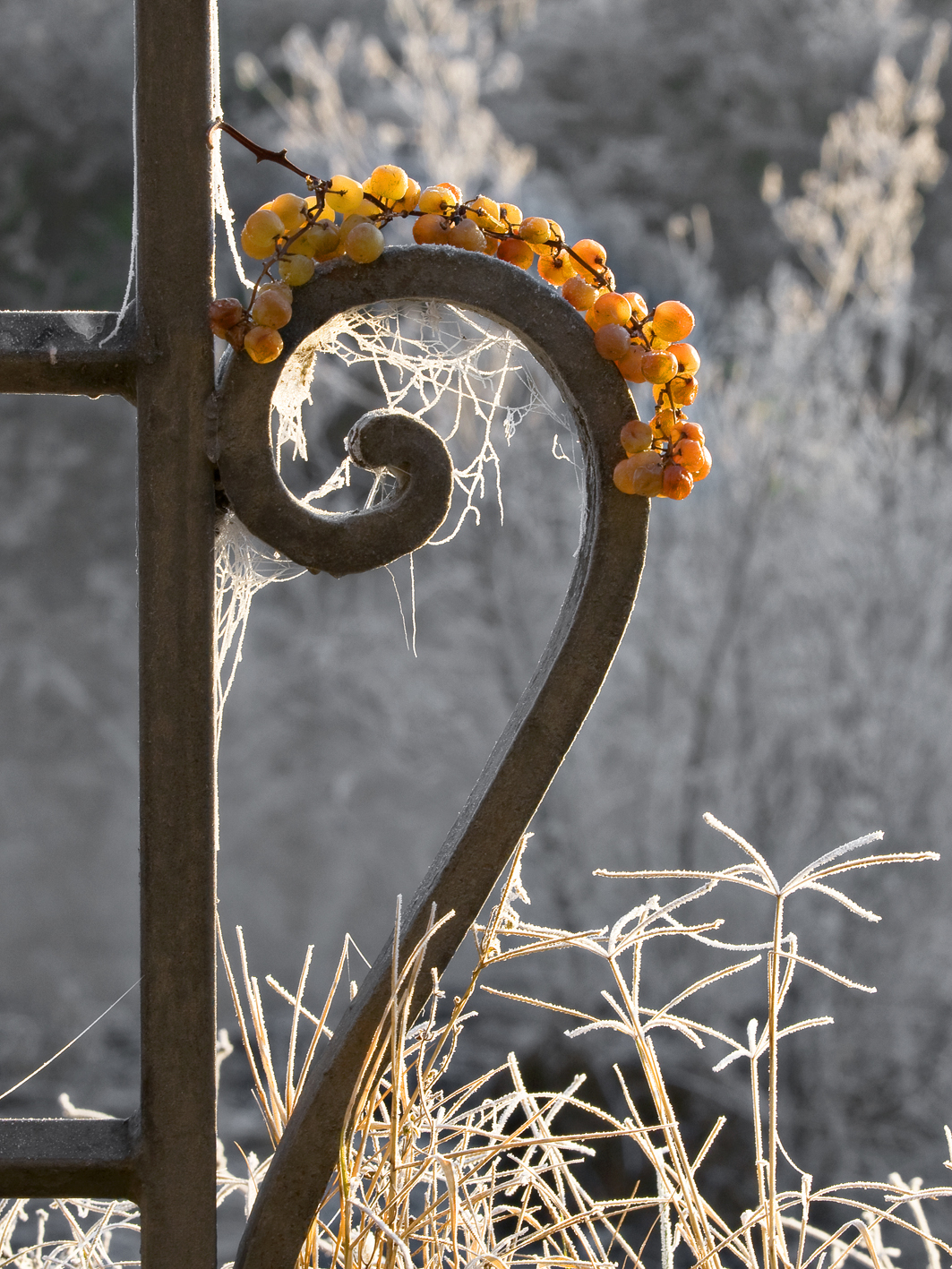
Raisins Garganega partiellement passerillés.

### Cépages
Le Garganega, de 70 à 100 %, et le Trebbiano di Soave, jusqu'à 30 %, sont autorisés dans le règlement pour l'appellation d'origine Recioto di Soave :
Les cépages à baie blanche admis à la culture dans la province de Vérone peuvent être utilisés également dans une proportion, n'excédant pas 30 % et respectant la limite de 5 % pour chaque cépage utilisé.

### Mode de culture
Dans la culture de la vigne, doit être utilisée la taille en espalier simple ou double, ou la taille en pergola Véronèse traditionnelle. Le nombre des pieds par hectare ne doit pas être inférieur à 3.300.
Toute pratique de forçage est interdite ; l'irrigation secondaire est admise. Cette dernière doit être effectuée avant la véraison mais pas plus de deux fois par an.

## Elaboration
Le vin est élaboré selon la tradition ancestrale. La vendange manuelle visant à sélectionner les grappes les meilleures est obligatoire. Seules les grappes du Garganega les plus lâches et aptes au passerillage sont recueillies. Une sélection des meilleures grappes est effectuée, qui est ensuite placée sur des claies pour le séchage. La quantité de raisins destinés au passerillage, après le tri, ne doit pas être supérieure à 9 tonnes par hectare. Les raisins ainsi recueillis sont conservés quelques mois dans des fruitiers bien aérés. Pendant la phase de passerillage, le raisin subit une réduction de sa teneur en eau : par conséquent, la concentration des sucres augmente ; le rapport fructose/glucose change en faveur du premier. Ce facteur détermine une perception de douceur plus accentuée. En outre, une légère pourriture noble causée par la botrytis cinerea se produit pendant la phase de passerillage. Elle contribue à la création de polyphénols et d'autres matières responsables de l'intensité de la saveur du Recioto.
Les raisins au repos sont constamment surveillés et nettoyés, de quatre à six mois jusqu'au moment du pressurage. La fermentation, souvent en petits fûts, est lente et très longue. Le moût est décanté et filtré jusqu'à ce qu'il apparaisse débarrassé de toutes ses parties grasses ; on le laisse fermenter dans de petits tonneaux et dans un endroit assez froid, sans rafles ni harpes, de sorte qu'il conserve intacte une partie de la matière sucrée.
Le passerillage terminé, les raisins aptes à produire Recioto di Soave doivent posséder un titre alcoométrique volumique naturel minimal de 14 % vol. Le rendement viticole maximal du raisin en vin ne doit pas être supérieur à 40 %.
L'année de production des raisins à partir desquels le vin a été obtenu doit être obligatoirement indiquée. Le vin ne peut pas être mis à la consommation avant le 1er septembre de l'année suivant la vendange.

## Propriétés du vin
La couleur est jaune vif, l'arôme complexe rappelle le miel d'acacia avec des nuances florales et un bouquet velouté, harmonieux, corsé et agréablement amandé.
Ses principales caractéristiques sont les suivantes :
- Couleur : jaune doré, plus ou moins intense ;
- Odeur : intense et fruitée, présentant des notes de vanille ;
- Saveur : douce, veloutée, ronde, soyeuse ;
- Taux d'alcool minimum du vin : 12,0 % vol ;
- Acidité totale minimale : 5,0 g/l ;
- Résidu sec minimum : 27 g/l.
- Sucre résiduel : au moins 70 g/l

Le Recioto di Soave est un vin doux, très structuré, de couleur intense. Les raisins Garganega taillés en pergola Véronèse, atteignent une teneur en sucre très élevée, tout en conservant au mieux les composants acides, essentielles pour distinguer ce vin.

## Recioto di Soave Spumante
Un vin mousseux appelé « Recioto di Soave Spumante » est également produit. Ses caractéristiques sont les suivantes:
- Perlage : fin et persistant
- Couleur : jaune doré plus ou moins intense
- Odeur : agréable, intense et fruitée
- Goût : doux et sucré, velouté, corsé
- Degré d'alcool : minimum 11,5 %vol
- Acidité : min 5 g/l
- Extrait sec : min 24 g/l
- Sucre résiduel : au moins 70 g/l

## Gastronomie
Le Recioto di Soave s'associe parfaitement aux friandises, aux tartes aux fruits jaunes et aux tartes aux pommes. Outre les spécialités de Vérone, il se marie avec toutes les préparations à base de crème, comme le tiramisu (sans liqueur), les pâtisseries sèches, privilégie les fromages persillés, salés ou épicés, le foie gras et tous les aliments qui mettent en valeur son aspect émollient. Dans ce cas, la douceur ne se superpose pas mais devient un instrument de contraste.